# Pycnogonum ungellatum
Pycnogonum ungellatum är en havsspindelart som beskrevs av Loman, J.C.C. 1911. Pycnogonum ungellatum ingår i släktet Pycnogonum och familjen Pycnogonidae. Inga underarter finns listade i Catalogue of Life.